# Tacna (provins)

Provinsen Tacna, i Peru och i Tacnadepartementet

Provinsen Tacna är den största av de fyra provinser som bildar Tacnadepartementet i södra delen av Peru.
Provinsen gränsar i norr till Jorge Basadreprovinsen och Tarataprovinsen, i öster till Bolivia och Chile, i söder till Chile och i väster till Stilla havet.
Administrativa huvudort är staden Tacna. Befolkningen uppgår till 307 608 invånare (INEI, 2013). Befolkningstätheten är 31,1 inv per km² och provinsens yta är 8 066,11 km².

## Administrativ indelning
Provinsen är indelad i elva distrikt:
- Tacna
- Alto de la Alianza
- Calana
- Ciudad Nueva
- Coronel Gregorio Albarracín Lanchipa
- Inclán
- Pachía
- Palca
- Pocollay
- Sama
- La Yarada-Los Palos District

## Huvudort
Huvudort för provinsen är staden Tacna.

## Källa och fotnoter
Den här artikeln är helt eller delvis baserad på material från spanskspråkiga wikipedia, Provincia de Tacna, 1 mars 2022.